# Powiat Lüben

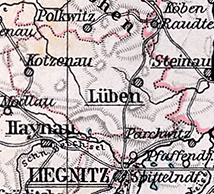
Kreis Lüben, 1905 r.

Powiat Lüben (niem. Kreis Lüben, pol. powiat lubiński) – niemiecki powiat istniejący w okresie od 1741 do 1945 r. na terenie prowincji śląskiej.
Powiat Lüben utworzono w rejencji legnickiej pruskiej Prowincji Śląsk. W 1818 r. siedzibę powiatu przeniesiono do Czerńca. W 1932 r. powiat powiększono kosztem powiatu Wohlau. W 1939 r. nazwę powiatu zmieniono na Kreis Lüben i. Schlesien. Od 1945 r. terytorium powiatu znajduje się pod administracją polską.
W 1910 r. powiat obejmował 123 gminy o powierzchni 630,59 km² zamieszkanych przez 33.067 osób.